# دوینو-آوریزینا
دوینو-آوریزینا (به ایتالیایی: Duino-Aurisina) یک کومونه در ایتالیا است که در استان تریسته واقع شده‌است.

## خصوصیات
دوینو-آوریزینا ۴۵٫۱۷ کیلومترمربع مساحت و ۸٬۷۳۳ نفر جمعیت دارد و ۱۴۴ متر بالاتر از سطح دریا واقع شده‌است.

## خواهرخوانده
شهرهای بویه و ایلیرسکا بیتریتسا خواهرخوانده‌های دوینو-آوریزینا هستند.